# Sphaerolaimus limosus
Sphaerolaimus limosus is een rondwormensoort uit de familie van de Sphaerolaimidae. De wetenschappelijke naam van de soort is voor het eerst geldig gepubliceerd in 1983 door Fadeeva.